# サンディエゴ・ファースト・アッセンブリー・オブ・ゴッド教会
サンディエゴ・ファースト・アッセンブリー・オブ・ゴッド教会（San Diego First Assembly Of God Church, 略称：SDFA）は、アメリカ合衆国カリフォルニア州サンディエゴにある、アッセンブリー教団の教会である。教会員の数は1500人から2000人である。

## 主任牧師
- Dr. リチャード・ドレッセルハウス（SDFA創始者。現、Executive Presbyter for the Southwest Region of the Assemblies of God。客員教授。）
- Dr. トッド・ハッドネル（現コロラドスプリングスラディアント教会主任牧師。）
- ボブ・ブッシュマン（現SDFA主任牧師。元ティーンチャレンジw:Teen Challenge理事。）

## 歴史
1922年に聖書教育センターとして設立された。